# Mohelnice (Křešín)
Mohelnice (německy Mohelnitz) je malá vesnice, část obce Křešín v okrese Pelhřimov. Nachází se asi 0,5 km na severozápad od Křešína. V roce 2009 zde bylo evidováno 30 adres. V roce 2001 zde trvale žilo 44 obyvatel.
Mohelnice leží v katastrálním území Křešín u Pacova o výměře 8,87 km2.

## Další fotografie

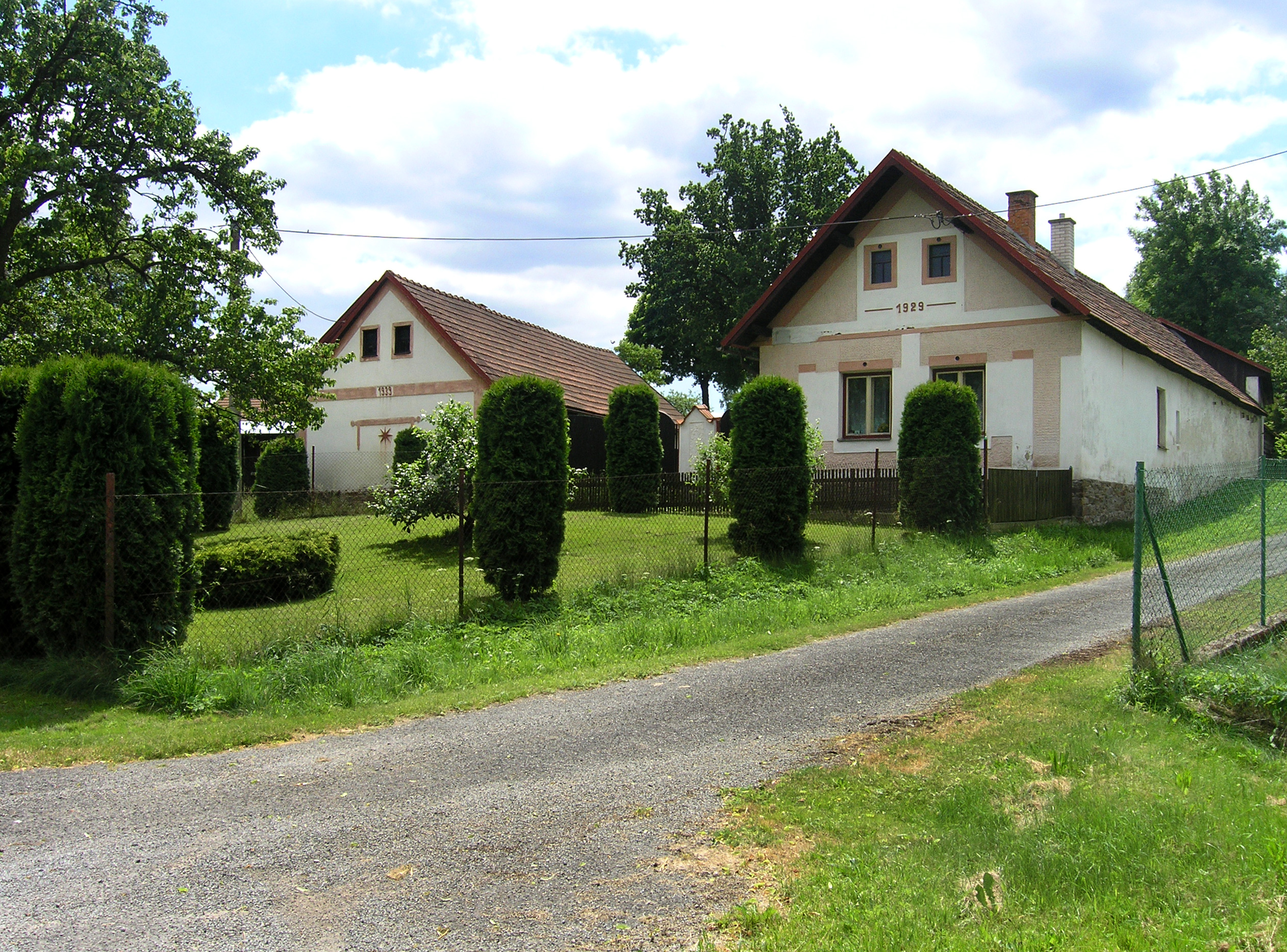
Statek na jihu
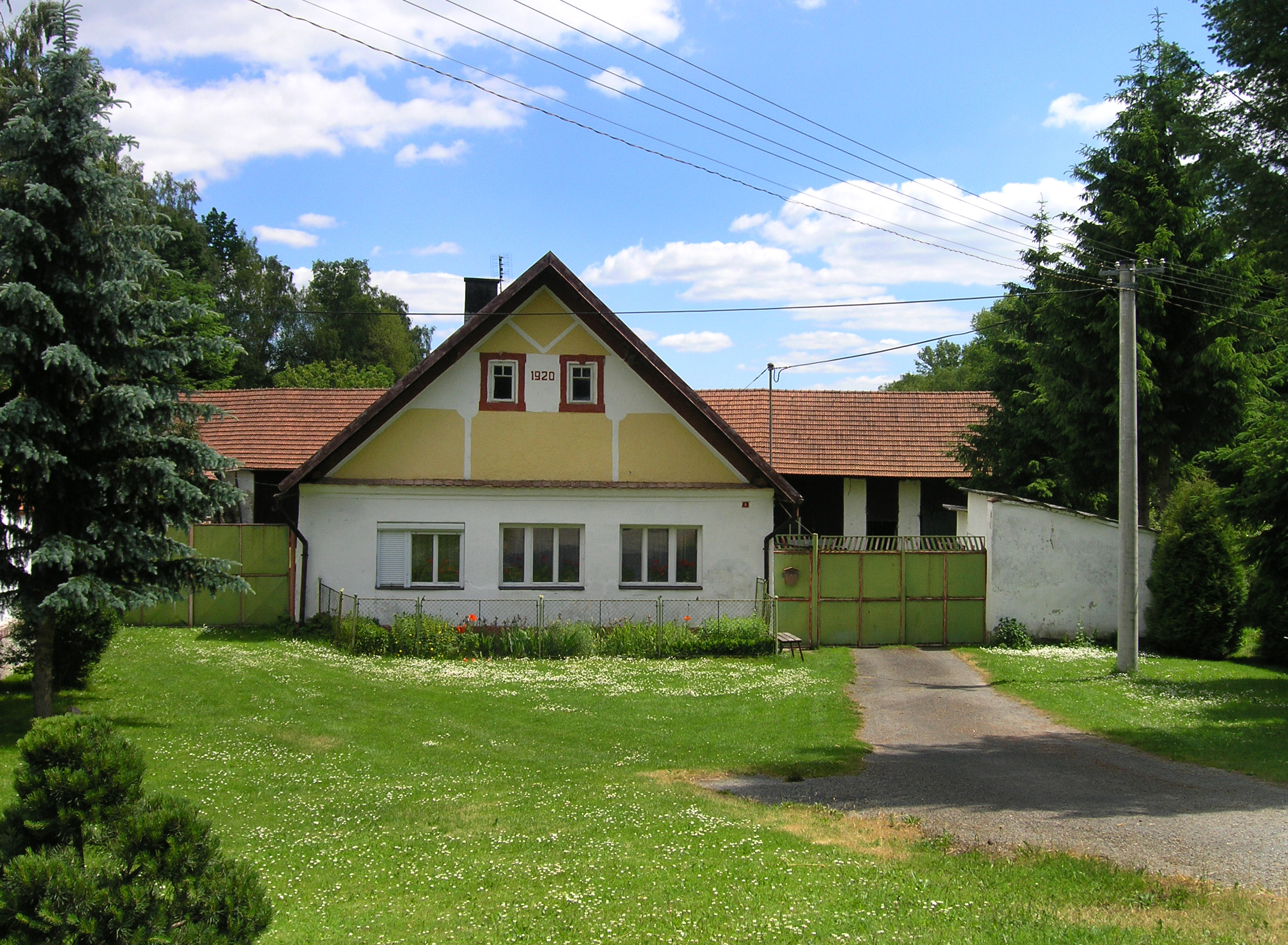
Statek na návsi